# Јелезовац
Јелезовац је београдско насеље у градској општини Раковица. Иако у својим плановим градска администрација званично користи име Јелезовац, као део планиране градске зоне Јелезовац-Сунчани брег, урбанизовани део Јелезовца је назван Миљаковац III. Јелезовац се користи као географска одредница за поток, по коме је насеље названо, и за долину у сливу потока, која је још увек делимично неурбанизована.

## Положај
Јелезовац заузима читав средњоисточни део раковичке оштине, уз границу са оштином Вождовац. Са вождовачке стране граничи се са Јајинцима, односно његовим деловима Расадник и Мала Утрина. На северу се граничи са Канаревим брдом и крајњим југоисточним делом Бањице II а на северозападу са Миљаковцем II и Миљаковачком шумом. Средњозападни део, Миљаковац III, је урбанизован, док се на југу простире до Кружног пута и насеља Ресник (на западу) и Село Раковица (на истоку).

## Јелезовачка долина
Поток Јелезовац (или Јелезовачки поток) извире у најјужнијем делу Јајинаца и углавном тече на северозапад, чинећи границу између раковичке и вождовачке општине већим делом свог тока. У доњем делу тока налази се извор Кладенац. Поток Липица, који тече из правца Мале Утрине, је десна, и највећа притока Јелезовца. Сам Јелезовац се улива у Каљави поток, код Техногасовог комплекса на Канаревом брду. Каљави поток, који је у том делу па надаље регулисан и спроведен испод земље у канализациону мрежу, тече још око 1,5 км на запад и улива се у Топчидерску реку.
Долина се географски дели на Горњи Јелезовац и Доњи Јелезовац. Горњи Јелезовац обухвата јужни, изворишни део долине са брдима до 189 м висине, у близини Раковичког потока и локалитета Мали Забран. Доњем Јелезовцу припадају средишњи и северни делови, укључујући ушће у Каљави поток. Нешто је нижи од јужног дела, са висином до 156 м.

## Карактеристике
За разлику од Каљавог потока, у кога се улива, корито Јелезовца није регулисано. С обзиром да је у питању бујични ток, као и његова главна притока, поток Липица, Јелезовац доноси веће количине еродираног материјала, које колектор Каљавог потока не може да прими. То понекад изазива плављење не ушћу Каљавог потока у Топчидерску реку (Улица Пере Велимировића). Преко средишњег, изграђеног дела, Јелезовац излази и на поток Змајевац.
Градска управа је 1965. године разматрала пресељење Београдског зоолошког врта из Београдске тврђаве негде на периферију града. Међу три локације које је генерални урбанистички план предвиђао за евентуално пресељење био је и Јелезовац. Друге две су биле Степин Луг и Језеро Велико блато. Врт на крају ипак није пресељен и остао је у тврђави.
Град је најавио планове за развој овог дела 2004. године, међутим још пре тога почела је нелегална градња. Регулациони план за насеље Јелезовац-Сунчани брег усвојен је 2010. године и одоносио се на простор омеђен потоком Јелезовац на истоку, и Ресником на југозападу. До тада, већ су се формирала три насеља на том простору: Миљаковац III, Сунчани брег и Змајевац. Без обзира на планове, непланска градња се наставила, нарочито у насељу Миљаковац III које се значајно раширило.
Са почетком урбанизације рубних делова Јелезовца крајем 1960-их, настао је и проблем са недостатком канализације, како фекалне тако и атмосферске. Проблем је током времена растао и Јелезовац је изашао на лош глас по неуређеном комуналном систему. Идејни пројекат за регулацију Јелезовца урађен је 1991. године. Укључивао је формирање резервоара - ретензије и изградњу канализационе мреже за већ изграђене делове. Како је укључивао и атмосферску канализацију, пројекат је требало да регулише и питање плављења, међутим план није реализован.
Канализациони колектор "Јелезовац" је коначно изграђен у периоду 2016-2020. Дужине 3,5 км, протеже се од Бањичког колектора а главна цев прима око 10,000 индивидуалних септичких јама из Јајинаца и Миљаковца III.

## Становништво
На територији планираног насеља Јелезовац-Сунчани брег живело је 2.156 становника према попису из 2002. године: 388 у Сунчаном брегу, 1.493 у Миљаковцу III (Јелезовцу), 58 у међузони између Сунчаног брега и Мљаковца III и 217 у Змајевцу. Према плану из 2010. године, град је планирао да насеље има 16.500 становника. Општина Раковица формирала је 2010. године месну заједницу Сунчани брег од дела Ресника, која обухвата територију предвиђену планом из 2010. Према попису из 2011. године, месна заједница је имала 3.018 становника.